# Your Shape
Your Shape là tựa game thuộc thể loại tập thể dục do hãng Ubisoft phát triển và phát hành cho PC cùng hệ máy chơi game Wii vào năm 2009. Sử dụng camera theo dõi chuyển động được phát hành cùng tựa game, Your Shape hướng dẫn người chơi thực hiện các bài tập aerobic khác nhau có thể được điều chỉnh để nhắm mục tiêu vào các bộ phận nhất định của cơ thể mình. Phần tiếp theo được phát hành vào năm 2010 với tựa đề Your Shape: Fitness Evolved dành cho Xbox 360.

## Phát triển
Your Shape được phát triển theo kiểu đồng hành với loại camera của Ubisoft mang tên Ubisoft Motion Tracking Camera. Nhóm thiết kế của Ubisoft ở Barcelona bắt đầu phát triển loại camera này vào năm 2007 sau khi họ nhìn thấy nguyên mẫu của công nghệ theo dõi chuyển động dưới sự phát triển của hãng PrimeSense, chính là công ty về sau đã cung cấp chức năng cảm biến chuyển động cho "Project Natal" của Microsoft (sau này được phát hành dưới tên Kinect) hai năm sau đó vào năm 2009. Sự phát triển của loại camera này cũng dẫn đến sự phát triển của tựa game tập thể dục đi kèm với cơ chế camera giúp hình thành nên Your Shape. Your Shape là trò chơi Wii Game đầu tiên hỗ trợ chuẩn USB cao hơn 1.0 để camera có thể hoạt động tốt. Hỗ trợ cho USB 2.0 trở lên sau đó đã được thêm vào Bản cập nhật Hệ thống Wii cho mọi hệ máy này.
Phiên bản phát hành trò chơi này tại Mỹ có sự xác nhận và hiện diện của người mẫu kiêm diễn viên hài Jenny McCarthy, góp mặt trên cương vị là "huấn luyện viên thể hình" trong game nhằm theo dõi và động viên người chơi khi đang thực hiện các bài tập thể dục.

## Đón nhận
Your Shape vừa mới ra mắt đã nhận được nhiều đánh giá trái chiều từ giới phê bình game. Camera theo dõi chuyển động của trò chơi này được sự đón nhận tích cực vì dễ thiết lập và có độ chính xác; cho phép Your Shape không yêu cầu bất kỳ phụ kiện hoặc tay cầm đặc biệt nào để sử dụng. Tuy vậy, những người đánh giá cũng lưu ý rằng cần phải có cả một sân chơi lớn để camera hoạt động bình thường với trò chơi này.
Brett Todd của GameSpot đã chấm cho Your Shape 5,0/10 điểm. Dù cho cơ chế camera được ghi nhận là một khía cạnh tích cực thế nhưng Your Shape lại bị chỉ trích vì sử dụng quá nhiều cách tiếp cận "không kiểu cách" và hướng đến nữ giới so với các trò chơi khác cùng thể loại (chẳng hạn như Wii Fit và EA Sports Active); bao gồm một số tùy chọn tùy chỉnh và không có minigame, tiết mục nhảy múa nhạt nhẽo chỉ bao gồm thể dục nhịp điệu thẳng với ít thay đổi. Todd cũng chỉ trích game chứa hình ảnh tâng bốc và phản cảm, (chẳng hạn như hình ảnh 3D của cơ thể người chơi được dùng làm màn hình menu (so với màn hình máy quét sân bay) và hiển thị nguồn cấp dữ liệu từ camera trên màn hình trong một tiết mục) và kết luận rằng "chẳng có gì nhiều trong Your Shape có thể khiến bạn phải nhấc khỏi ghế ngồi".